# Moldovenești
Moldovenești es una comuna Rumanía, en el distrito de Cluj. Su población en el censo de 2002 era de 3.670 habitantes.
- Datos: Q12124200
- Multimedia: Moldovenești, Cluj / Q12124200

1. ↑  Worldpostalcodes.org,código postal n.º 407430.